# Amphimas pterocarpoides
Espèce
Classification phylogénétique
Amphimas pterocarpoides est une espèce de plantes à fleurs du genre Amphimas et de la famille des Fabaceae. C'est un arbre originaire d'Afrique et pousse dans les forêts sempervirentes comme dans les forêts décidues et secondaires. Au Cameroun, cette plante est appelée lati parallèle, edjin ou encore edzil.

## Description
Cet arbre feuillu mesure entre 45 et 50 mètres de hauteur et entre 130 à 180 centimètres de diamètre. Son tronc, de forme cylindrique, est dépourvu de branches en dessous de 25 à 30 mètres. Son écorce est écailleuse et renferme un exsudat de couleur rouge. Ses feuilles sont en spirale et en touffes aux extrémités des rameaux L'arbre fleurit à la saison sèche, d'octobre à décembre, lorsqu'il est défeuillé. Les fleurs sont régulières et parfumées. Le fruit, qui prend trois mois pour mûrir, est une gousse pendante, plate et de forme elliptique ou oblongue, allant de 8 à 22 cm x 3 à 7 cm. La graine, réniforme et de couleur brune, mesure entre 1,5 et 3 cm de long.

## Répartition et habitat
Amphimas pterocarpoides est un arbre fruitier commun, très répandu en Afrique de l'Est, de l'Ouest et du golfe de Guinée. On le retrouve principalement dans les forêts sempervirentes, les forêts décidues, ainsi que dans les forêts secondaires. On le retrouve au Sierra Leone, au Ghana, en Côte d'Ivoire, au Soudan, au Liberia, en R.D. du Congo ou encore au Cameroun. Amphimas pterocarpoides est répandu dans les zones pluvieuses et sur les sols fertiles. 

## Utilisation
Amphimas pterocarpoides est utilisé dans divers domaines comme la construction ou la médecine.
- Construction : le bois est utilisé dans la construction intérieure, la menuiserie et la charpente, et le revêtement de sol, mais aussi comme mortier
- Mobilier : le bois s'utilise pour fabriquer des meubles et du contreplaqué
- Agriculture : le lati est utilisé comme tuteur dans les cultures d'igname
- Fabrication artisanale : le bois de lati est aussi utilisé pour fabriquer des cadres, des boîtes, des jouets, et de manière plus locale, pour construire des canoës
- Réseau ferroviaire : on l'utilise comme traverse de chemin de fer
- Médecine traditionnelle : la résine rougeâtre est utilisée pour traiter la dysenterie, l'anémie, l'hématurie, la dysménorrhée, la blennorragie, les oreillons et comme antidote. L'écorce interne traite la toux et en bain de vapeur, elle soigne le pian et les ampoules aux pieds. L'écorce des branches est utilisée en décoction pour empêcher l'avortement naturel et une décoction du bois soignerait l'impuissance.

## Commerce
Le bois d'Amphimas pterocarpoides est commercialisé avec Amphimas ferrugineus sous le nom de lati. Il est peu exporté en Europe, sous le nom de white wenge, mais surtout utilisé localement en Afrique, bien que considéré comme de qualité médiocre.